# Plectrocnemia asuana
Plectrocnemia asuana är en nattsländeart som beskrevs av Kobayashi 1985. Plectrocnemia asuana ingår i släktet Plectrocnemia och familjen fångstnätnattsländor. Inga underarter finns listade i Catalogue of Life.